# Nastri d'argento 1973
La 28ª edizione dei Nastri d'argento si è tenuta nel 1973.

## Vincitori

### Regista del miglior film
- Bernardo Bertolucci - Ultimo tango a Parigi

### Miglior produttore
- Alberto Grimaldi - per il complesso della produzione

### Miglior soggetto originale
- Alberto Bevilacqua - Questa specie d'amore

### Migliore sceneggiatura
- Alberto Bevilacqua - Questa specie d'amore

### Migliore attrice protagonista
- Mariangela Melato - Mimì metallurgico ferito nell'onore

### Migliore attore protagonista
- Giancarlo Giannini - Mimì metallurgico ferito nell'onore

### Migliore attore esordiente
- Luigi Squarzina - Il caso Mattei

### Migliore attrice non protagonista
- Lea Massari - La prima notte di quiete

### Migliore attore non protagonista
- Mario Carotenuto - Lo scopone scientifico

### Migliore musica
- Guido De Angelis e Maurizio De Angelis - ...più forte ragazzi!

### Migliore fotografia
- Ennio Guarnieri - Fratello sole, sorella luna

### Migliore scenografia
- Danilo Donati - Roma

### Migliori costumi
- Danilo Donati - Roma

### Regista del miglior film straniero
- Stanley Kubrick - Arancia meccanica (A Clockwork Orange)

### Regista del miglior cortometraggio
- Emanuele Luzzati e Giulio Gianini - Pulcinella

### Miglior produttore di cortometraggi
- Corona Cinematografica - per il complesso della produzione